# Ґлембока-Дроґа
Ґлембока-Дроґа (пол. Głęboka Droga) — село в Польщі, у гміні Пшисуха Пшисуського повіту Мазовецького воєводства.
Населення — 111 осіб (2011).
У 1975-1998 роках село належало до Радомського воєводства.

## Демографія
Демографічна структура станом на 31 березня 2011 року:
|          | Загалом | Допрацездатний вік | Працездатний вік | Постпрацездатний вік |
| -------- | ------- | ------------------ | ---------------- | -------------------- |
| Чоловіки | 55      | 10                 | 36               | 9                    |
| Жінки    | 56      | 11                 | 28               | 17                   |
| Разом    | 111     | 21                 | 64               | 26                   |